# Kasteel Schoonhove

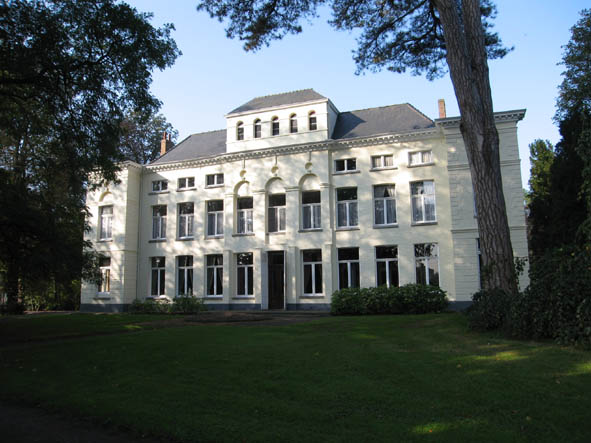
Kasteel Schoonhove

Kasteel Schoonhove is een kasteel in de West-Vlaamse plaats Oostkamp, gelegen aan de Boudewijnlaan 58.

## Geschiedenis
In de 17e eeuw was er sprake van een omgrachte boerderij, welke in 1661-1662 op een kaart werd ingetekend met als bijschrift: jhr. Rotsaert. Het huidige kasteel werd gebouwd in 1754 in opdracht van de familie Rotsart de Hertaing. Het fronton in de tuingevel bevat het wapenschild van de familie en het jaartal. Het was een huis van plaisancie (buitenhuis) in classicistische stijl.
In 1872 volgde uitbreiding aan de tuinzijde met twee hoektorens en in 1883 werd ook de voorgevel aangepast.
Tijdens de Tweede Wereldoorlog werd het kasteel bezet door Duitse troepen. Daarna werd het nog een tijdlang aan het bisdom Brugge verhuurd als verblijf voor jeugdbewegingen. Vanaf de jaren '80 werd het gerestaureerd en daarna weer bewoond.

## Gebouw
Een van oorsprong classicistisch landhuis (1754), einde 19e eeuw verbouwd tot een neoclassicistisch kasteel op een rechthoekige plattegrond. De tuingevel toont een terras op zuilen en een fronton.

## Domein
Het omvangrijke domein bestaat uit een bosgedeelte en een parkgedeelte. Hiertussen bevindt zich een waterpartij. Het bos wordt doorsneden door enkele dreven. Er zijn twee knoteiken van ongeveer 160 jaar oud.